# Piets-Plasence-Moustrou

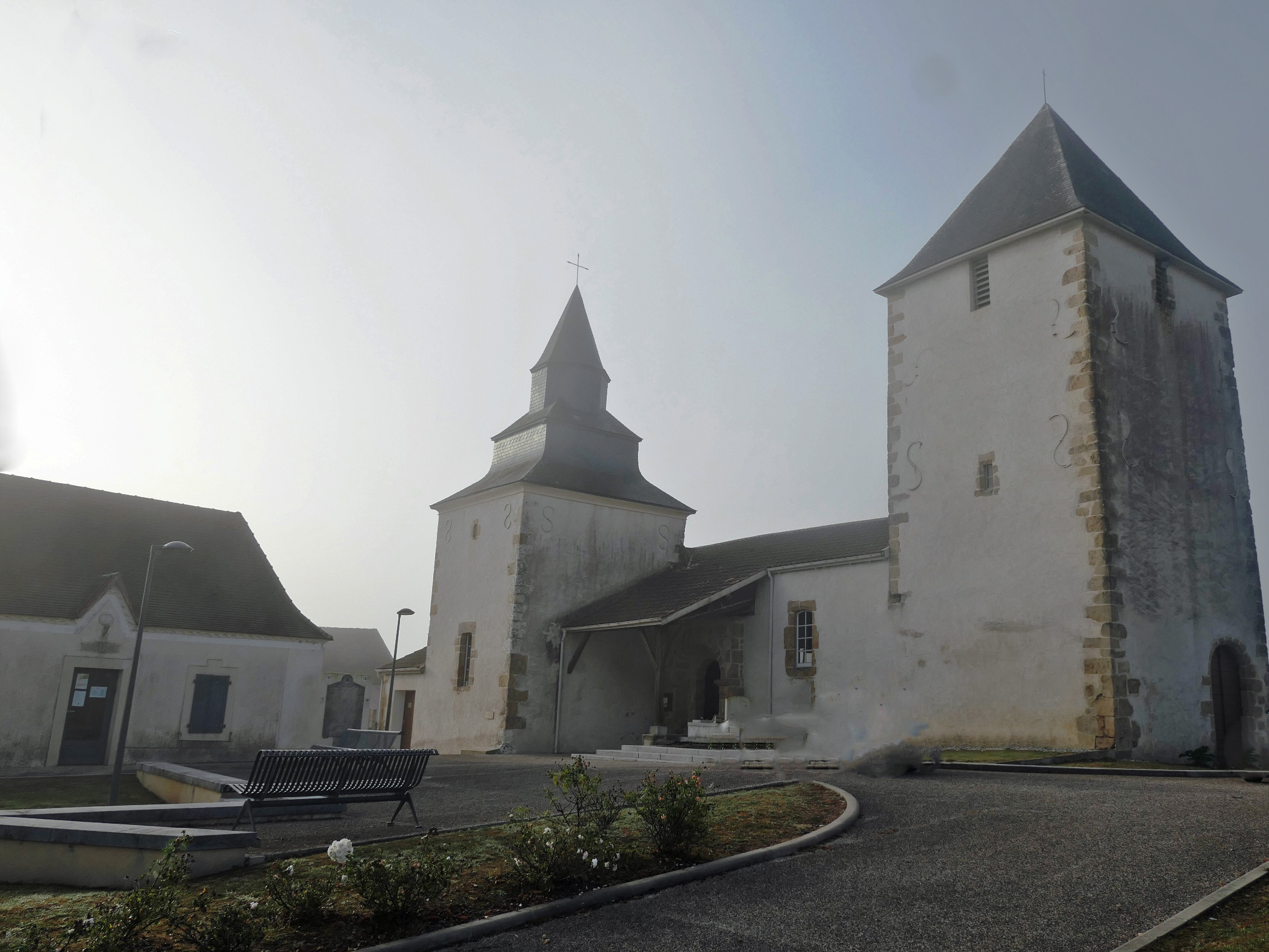
Kirche der Mariä Himmelfahrt in Piets-Plasence-Moustro

Piets-Plasence-Moustrou ist eine französische Gemeinde mit 139 Einwohnern (Stand 1. Januar 2022) im Département Pyrénées-Atlantiques in der Region Nouvelle-Aquitaine (vor 2016: Aquitanien). Die Gemeinde gehört zum Arrondissement Pau und zum Kanton Artix et Pays de Soubestre (bis 2015: Kanton Arzacq-Arraziguet).
Der Name in der gascognischen Sprache lautet Piets-Plasença-Mostròu.

## Geographie
Piets-Plasence-Moustrou liegt ca. 35 km nördlich von Pau in der historischen Provinz Béarn am nördlichen Rand des Départements.
Umgeben wird Piets-Plasence-Moustrou von den Nachbargemeinden:
| Arget    | Montagut                                    |         |
| Morlanne | Kompassrose, die auf Nachbargemeinden zeigt | Cabidos |
|          | Garos                                       |         |

Piets-Plasence-Moustrou liegt im Einzugsgebiet des Flusses Adour. Die Rance, ein Nebenfluss des Luy de France, durchquert das Gebiet der Gemeinde.

## Geschichte
Am 22. März 1842 haben sich die Gemeinden Piets, Plasence und Moustrou zur Gemeinde Piets-Plasence-Moustrou zusammengeschlossen.
Moustrou und Piets entwickelten sich in der Umgebung von mittelalterlichen Burgen. In der Volkszählung des Béarn im Jahre 1385 wurde nur Moustrou mit 26 Haushalten erwähnt, eine mittlere Größe in jener Epoche. Moustrou unterstand der Bailliage von Garos, ebenso wie die Gerichtsbarkeit für Plasence von Garos ausgeübt wurde. 1647 wurde Moustrou zum Baronat erhoben, das dem Vicomte vom Béarn unterstellt war und neben Moustrou auch Arget umfasste.
Toponyme und Erwähnungen von Piets waren:
- Pietz (1409, Urkunden der Vicomté des Béarn),
- Piegs (1487, Register der Betriebe im Béarn),
- Nostre-Done de Piets (1513, Notare aus Garos),
- Piets (1750 und 1793, Karte von Cassini bzw. Notice Communale),
- Pietz (1801, Bulletin des lois) und
- Piets (1863, Dictionnaire topographique du département des Basses-Pyrénées).[4][5][6]

Toponyme und Erwähnungen von Plasence waren:
- Plasence (1350, hommages de Béarn, Blatt 43),
- Plasensa (1514, Notare aus Garos),
- Plaisence (1675, réformation de Béarn, Manuskriptsammlung des 16. bis 18. Jahrhunderts),
- Plasençe (1750, Karte von Cassini),
- Plaisence (1793, Notice Communale) und
- Plasence (1801, Bulletin des lois).[4][5][7]

Toponyme und Erwähnungen von Moustrou waren:
- Monstrou (1128, Urkunden der Kommende von Aubertin),
- Mostror (1131, Kopialbuch von Morlaàs),
- Mostroo (1385, Volkszählung im Béarn),
- Mostruoo (1504, Notare aus Garos),
- Monstroo (1538, réformation de Béarn, Manuskriptsammlung des 16. bis 18. Jahrhunderts) und
- Moustrou (1750, 1793 und 1801, Karte von Cassini, Notice Communale bzw. Bulletin des lois).[4][5][8]

### Einwohnerentwicklung
Nach dem Zusammenschluss der drei ehemaligen Gemeinden erreichte die Einwohnerzahl einen Höchststand von rund 490. In der Folgezeit reduzierte sie sich bei kurzen Erholungsphasen bis zu den 1990er Jahren auf ein Niveau von rund 120, von dem die Gemeinde sich in jüngster Zeit leicht erholen konnte.
| Jahr      | 1962 | 1968 | 1975 | 1982 | 1990 | 1999 | 2006 | 2009 | 2022 |
| --------- | ---- | ---- | ---- | ---- | ---- | ---- | ---- | ---- | ---- |
| Einwohner | 202  | 167  | 140  | 146  | 117  | 123  | 124  | 138  | 139  |

## Sehenswürdigkeiten
- Pfarrkirche in Piets, gewidmet Mariä Himmelfahrt. Sie wurde im 12. Jahrhundert auf dem Areal einer Motte errichtet. Das romanische Eingangsportal in Rundbogenform auf der Nordseite ähnelt dem der Kirchen in Larreule und Fichous-Riumayou. Im 14. oder 15. Jahrhundert wurde die Kirche intensiv umgebaut, so dass das Eingangsportal heute das einzig verbliebene romanische Elemente ist. Im Zuge der Rückgabe der Kirchengüter im Bistum Lescar nach den Hugenottenkriegen wurde eine Wehrmauer im Jahre 1620 am Glockenturm angebracht. In der Folgezeit wurde sie wieder abgerissen, um Platz für einen Eingangsbereich zu schaffen. Im 19. und im 20. Jahrhundert wurde die Kirche restauriert. Im Innern werden viele Gegenstände aus dem 17. bis 19. Jahrhundert bewahrt, die als nationale Kulturgüter registriert sind.[10][11]

- Kapelle in Moustrou, gewidmet dem Erzengel Michael. Sie wurde auf den Fundamenten einer früheren einfachen Burgkapelle im 15. Jahrhundert errichtet. Auf halber Höhe an der Wand der Apsis ist eine kurze Litre funéraire, ein Trauerband, zu sehen. Es steht vermutlich im Zusammenhang mit den Grabplatten der Barone von Moustrou, die sich im Kircheninnern befinden. Im 19. Jahrhundert wurde die Kapelle restauriert. Die heutige Kapelle besitzt einen Glockengiebel mit einem kleinen Pultdach vor dem Langbau mit einem Kirchenschiff. Auch in dieser Kapelle stammen viele Gegenstände aus dem 16. bis 19. Jahrhundert, die als nationale Kulturgüter registriert sind.[12][13]

- Schloss von Moustrou. Das genaue Datum der Errichtung des Anwesens auf einer eingeebneten Hügelspitze südlich der ehemaligen Motte ist nicht bekannt. Es lässt sich nur auf einem Zeitabschnitt zwischen der Motte und dem 17. Jahrhundert eingrenzen, als ein weiteres Gebäude gebaut wurde, das mit Wassergräben gesichert wurde. Werksteine aus Kalkstein sind hierbei für den Bau des Wohntrakts offensichtlich von einem früheren Bauwerk wiederverwendet worden. Pferdeställe wurden mit dem Wohntrakt über eine Einfriedungsmauer verbunden. Das heutige zweistöckige Gebäude ist l-förming angeordnet. Im 18. Jahrhundert kam zum bestehenden Nord-Süd-Flügel der Ost-West-Flügel hinzu. Eine Treppe besetzt den Winkel zwischen den beiden Flügeln und endet an einer Terrasse, die auf vier Rundbogenarkaden ruht. Unterhalb befinden sich ein Weinkeller und die Küche. Ein Kuhstall, ein Geflügel- und Schweinestall wurden im 19. Jahrhundert hinzugefügt.[14]

## Wirtschaft und Infrastruktur
Die Landwirtschaft ist traditionell der wichtigste Wirtschaftsfaktor der Gemeinde.

### Sport und Freizeit
Ein Rundweg mit einer Länge von 11,1 km führt von Morlanne auch durch den Ortsteil Moustrou mit seiner Kapelle.

### Verkehr
Piets-Plasence-Moustrou ist erreichbar über die Routes départementales 44, 264 und 946 (ehemalige Route nationale 646).

## Persönlichkeiten
Christian Saint-Palais, geboren am 19. Oktober 1963 in Piets-Plasence-Moustrou, ist französischer Anwalt, der als Verteidiger in Frankreich bekannte Persönlichkeiten, wie z. B. Nabilla Benattia, vertrat.